# Phytocoris cercocarpi
Phytocoris cercocarpi är en insektsart som beskrevs av Knight 1928. Phytocoris cercocarpi ingår i släktet Phytocoris och familjen ängsskinnbaggar. Inga underarter finns listade i Catalogue of Life.